# Partigiano reggiano
Partigiano reggiano è un singolo del cantautore italiano Zucchero Fornaciari, pubblicato il 24 marzo 2016 come primo estratto del dodicesimo album in studio Black Cat.

## Descrizione
Se si esclude il featuring realizzato insieme ad Alejandro Sanz per Un zombie a la intemperie, il nuovo singolo segna il ritorno sulle scene di Zucchero a distanza di quasi tre anni dal singolo Quale senso abbiamo noi e l'album live Una rosa blanca del 2013.
La canzone, abbastanza breve, segna un deciso ritorno al genere blues rock proprio di album quali Oro, incenso e birra, Spirito DiVino o Shake, allontanandosi, invece, dallo stile latino de La sesión cubana. L'incipit del brano è stato composto, come rivelato da Zucchero stesso, pensando ad un riff di pianoforte molto comune nella musica blues, cioè quello che si trova anche, per esempio, in Celebration della PFM, in Cry Me a River (di Arthur Hamilton) nella versione realizzata da Joe Cocker e in altre decine di canzoni. Il testo inizia con l'espressione "Black Cat, My Bone", riferimento al nome dell'album e al celebre talismano - il "Black Cat Bone" - portafortuna secondo la tradizione Hoodoo afroamericana, dalla quale la musica blues ha avuto origine. Tale locuzione è stata utilizzata in svariati brani di matrice blues, come in My Woman Has a Black Cat Bone di Hop Wilson poi ripreso in Black Cat Bone di Albert Collins, in Hoochie Coochie Man, scritta da Willie Dixon e cantata da Muddy Waters, e in Broke and Hungry di Blind Lemon Jefferson.
Nel testo, in certi tratti quasi ermetico, si fa, inoltre, ampio uso dell'ormai consueta alternanza italiano-inglese e di termini dialettali, come già per l'album Chocabeck. Per esempio, la parola "slempito", coniata dal menestrello della Lunigiana Luigi Fabbri da Panicale, in arte "Bugelli", è un termine che indica energia, coraggio, autostima. Come spesso nelle canzoni di Zucchero, è anche possibile riconoscere un chiaro citazionismo: "canto libero" da Battisti/Mogol, "le insidie pullulano" da Battisti/Panella, "la bestia umanica", citazione letterale di un verso della canzone di Adriano Celentano Uh... Uh... (tratta dall'omonimo album e colonna sonora del film del 1982 Bingo Bongo), che a sua volta probabilmente deriva dalla gucciniana La canzone del bambino nel vento (Auschwitz) e che è ripresa dal racconto Che tu te ne prenda cura di Isaac Asimov. I riferimenti al partigiano presenti nella canzone, come rivelato dallo stesso Zucchero in un'intervista pubblicata su Sette, non devono necessariamente essere interpretate come un segno di appartenenza politica, ma raccontano semplicemente lo spaccato di un periodo storico particolare, ossia il Dopoguerra.
La canzone ha aperto i concerti del Black Cat World Tour e del Wanted - Un'altra storia Tour, ed è stata eseguita al Festival di Sanremo 2017.

## Il video
Il videoclip, presentato come "Capitolo Uno" nei secondi iniziali, è stato realizzato dal regista Gaetano Morbioli e ha come protagonista la modella riminese Giada D'Angeli. È stato girato presso il Cowboys' Guest Ranch di Voghera ed è ambientato, come rivelato tramite i profili social di Zucchero, negli Stati Uniti d'America del 1800.
Padroni e schiavi, signore e fuorilegge, protagonisti di un mondo ancora lontano dalla libertà di espressione, tra giochi di sguardi e intriganti coreografie, si fanno portavoce di un canto libero. Inizialmente il bluesman reggiano esegue il brano seduto al pianoforte del saloon. Successivamente si unisce alla gente scatenata del locale, in una atmosfera che richiama il film Django Unchained di Quentin Tarantino.

## Tracce
1. Partigiano reggiano – 2:59 (Zucchero)

## Successo commerciale
Il singolo, presentato il 24 marzo 2016 in contemporanea su tutte le radio italiane, ha debuttato al secondo posto della classifica airplay curata da EarOne, raggiungendo la vetta la settimana seguente. La posizione viene mantenuta anche nella terza settimana di programmazione, e riconquistata nella quinta.
Nella Top Singoli stilata dalla FIMI il singolo ha debuttato alla posizione 74, raggiungendo come massima la sessantesima.

## Classifiche

### Classifiche settimanali
| Classifica (2016) | Posizione massima |
| ----------------- | ----------------- |
| Italia            | 60                |
| Italia (airplay)  | 1                 |

### Classifiche di fine anno
| Classifica (2016)         | Posizione |
| ------------------------- | --------- |
| Italia (airplay)          | 39        |
| Italia (airplay italiana) | 12        |
| Italia (airplay TV)       | 25        |